# Sitniczka drobna
Sitniczka drobna (Schoenoplectiella supina (L.) Lye) – gatunek rośliny z rodziny ciborowatych. Występuje w strefie umiarkowanej i podzwrotnikowej Europy, Azji, Afryki i Ameryki Południowej. W Polsce znany był z pojedynczych, rozproszonych w zachodniej połowie kraju stanowisk. Odnaleziony został w 2010 r. na kilku stanowiskach w Kotlinie Hrubieszowskiej koło miejscowości Tyszowce. Stanowiska odnaleziono w obrębie śródpolnych bezodpływowych zagłębień pochodzenia krasowego. Gatunek rośnie w strefie namuliskowej stałych lub okresowych zbiorniczków wodnych.

## Morfologia
ŁodygaŁodygi liczne, obłe, do 25 cm wysokości.
LiścieRynienkowate, bez języczka.
KwiatyZebrane w 1-5 kłosów. Podsadka dłuższa od łodygi. Przysadki odwrotnie jajowate, brunatne, zielone na grzbiecie.
OwocPoprzecznie bruzdkowany, czarniawy orzeszek.

## Biologia i ekologia
Roślina jednoroczna. Rośnie na mulisto-piaszczystych brzegach rzek i jezior. Kwitnie od lipca do września. 

## Zagrożenia i ochrona
Kategorie zagrożenia gatunku:
- Kategoria zagrożenia w Polsce według Czerwonej listy roślin i grzybów Polski (2006)[7]: Ex (wymarły); 2016: CR (krytycznie zagrożony)[8].
- Kategoria zagrożenia w Polsce według Polskiej czerwonej księgi roślin (2001): EX (extinct, całkowicie wymarły); 2014: CR (krytycznie zagrożony)[9].